# Betriebsobmann
Betriebsobmann (en español: Enlace Sindical) fue una posición política del Partido Nacionalsocialista Obrero Alemán que existió entre los años 1939 y 1945. El término surgió al inicio de la Segunda Guerra Mundial y fue exclusivo del nivel local del Partido Nacionalsocialista, conocido como Ortsgruppen.

## Tareas
Traducido como Delegado de Servicio, o literalmente "Representante de los Trabajadores", los deberes de un Betreibsobmann eran generalmente los mismos que los de un capataz sindical y se centraban principalmente en el nivel local de producción de guerra, así como en la representación de los intereses de los obreros de las fábricas. Más tarde, a medida que avanzaba la guerra, los Betriebsobmann estaban a cargo de las cuotas de producción y con frecuencia informaban a los trabajadores que no estaban cumpliendo con los estándares. El derrotismo y las simpatías contra los nacionalsocialistas también fueron denunciados de inmediato.

## Antigüedad
El cargo de Betriebsobmann se dividió en cuatro niveles según la antigüedad, denotados por una letra colocada después del título que van desde (A), (B), (C) y (D).
Además del rango primario de Betreibsobmann, un rango menor de Betriebsblockobmann existía como asistente del Blockleiter local. También hubo una posición de "Comandante de Operaciones Celulares", conocida como Betriebszellenobmann, así como una posición de capataz senior conocida como Hauptbetriebsobmann. En total, los siguientes fueron los distintos niveles de antigüedad:
- Betriebsblockobmann
- Betriebsobmann (A)
- Betriebszellenobmann
- Hauptbetriebszellenobmann
- Betriebsobmann (B)
- Betriebsobmann (C)
- Betriebsobmann (D)
- Hauptbetriebsobmann

La posición de Betriebsobmann no era un rango político real, sino un título. Los miembros del Partido Nacionalsocialista Obrero Alemán que ocupan el cargo de Betreibsobmann también tendrían uno de varios rangos jerárquicos del Partido Nacionalsocialista. La posición de Betriebsobmann sería denotada por un brazalete político.